# اوسسولین (استان اشوی‌داشکسیه)
اوسسولین (به لهستانی: Ossolin) یک منطقهٔ مسکونی در لهستان است که در گمینا کلیمونتوو واقع شده‌است. اوسسولین ۱۸۰ نفر جمعیت دارد.